# پاپن‌درخت
پاپن‌درخت (به هلندی: Papendrecht) یک منطقهٔ مسکونی در هلند است که در هلند جنوبی واقع شده‌است. پاپن‌درخت −۱ متر بالاتر از سطح دریا واقع شده‌است.